# منتخب بيرو تحت 17 سنة لكرة القدم
منتخب بيرو تحت 17 سنة لكرة القدم (بالإسبانية: Selección de fútbol sub-17 del Perú)‏ هو ممثل بيرو الرسمي في المنافسات الدولية في كرة القدم في فئة كرة قدم تحت 17 سنة للرجال، يديريه اتحاد بيرو لكرة القدم.